# Ytterjärna
För andra betydelser, se Ytterjärna (olika betydelser).
Ytterjärna är en tidigare småort belägen intill Järnafjärden strax sydost om Järna samhälle, söder om Södertälje i Ytterjärna socken i Södertälje kommun. Inom småortens avgränsning som är utbredd i norr-sydlig riktning ingår också Ytterjärna kyrka. Vid 2015 års småortsavgränsning kom småorten att rymmas inom den nya tätorten Nibble.

## Befolkningsutveckling
| Befolkningsutvecklingen i Ytterjärna 1990–2010                    | Befolkningsutvecklingen i Ytterjärna 1990–2010 | Befolkningsutvecklingen i Ytterjärna 1990–2010 | Befolkningsutvecklingen i Ytterjärna 1990–2010 | Befolkningsutvecklingen i Ytterjärna 1990–2010 |
| ----------------------------------------------------------------- | ---------------------------------------------- | ---------------------------------------------- | ---------------------------------------------- | ---------------------------------------------- |
|                                                                   |                                                |                                                |                                                |                                                |
| År                                                                |                                                |                                                | Folkmängd                                      | Areal (ha)                                     |
| 1990                                                              | 1990                                           |                                                | 142                                            | 32#                                            |
| 1995                                                              | 1995                                           |                                                | 126                                            | 26#                                            |
| 2000                                                              | 2000                                           |                                                | 141                                            | 26#                                            |
| 2005                                                              | 2005                                           |                                                | 107                                            | 28#                                            |
| 2010                                                              | 2010                                           |                                                | 64                                             | 28#                                            |
| Anm.: 1990 som Nibble. Sammanvuxen med Nibble 2015. # Som småort. |                                                |                                                |                                                |                                                |

På grund av förändrat dataunderlag hos Statistiska centralbyrån så är småortsavgränsningarna 1990 och 1995 inte jämförbara. Befolkningen den 31 december 1990 var 144 invånare inom det område som småorten omfattade 1995.

## Samhället
I Ytterjärna utgör den antroposofiska arkitekturen ett dominerande inslag i landskapsbilden, med bland annat Kulturhuset, Vidarkliniken, Robygge, Örjanskolan, Järna Naturbruksgymnasium, Kulturcentrum Järna (tidigare namn: Rudolf Steinerseminariet) samt Saltå kvarn och Kristensamfundets kyrka, Kristofferuskyrkan, vid Saltå. De antroposofiska verksamheterna i Järnaområdet besöks årligen av omkring 30 000 besökare.

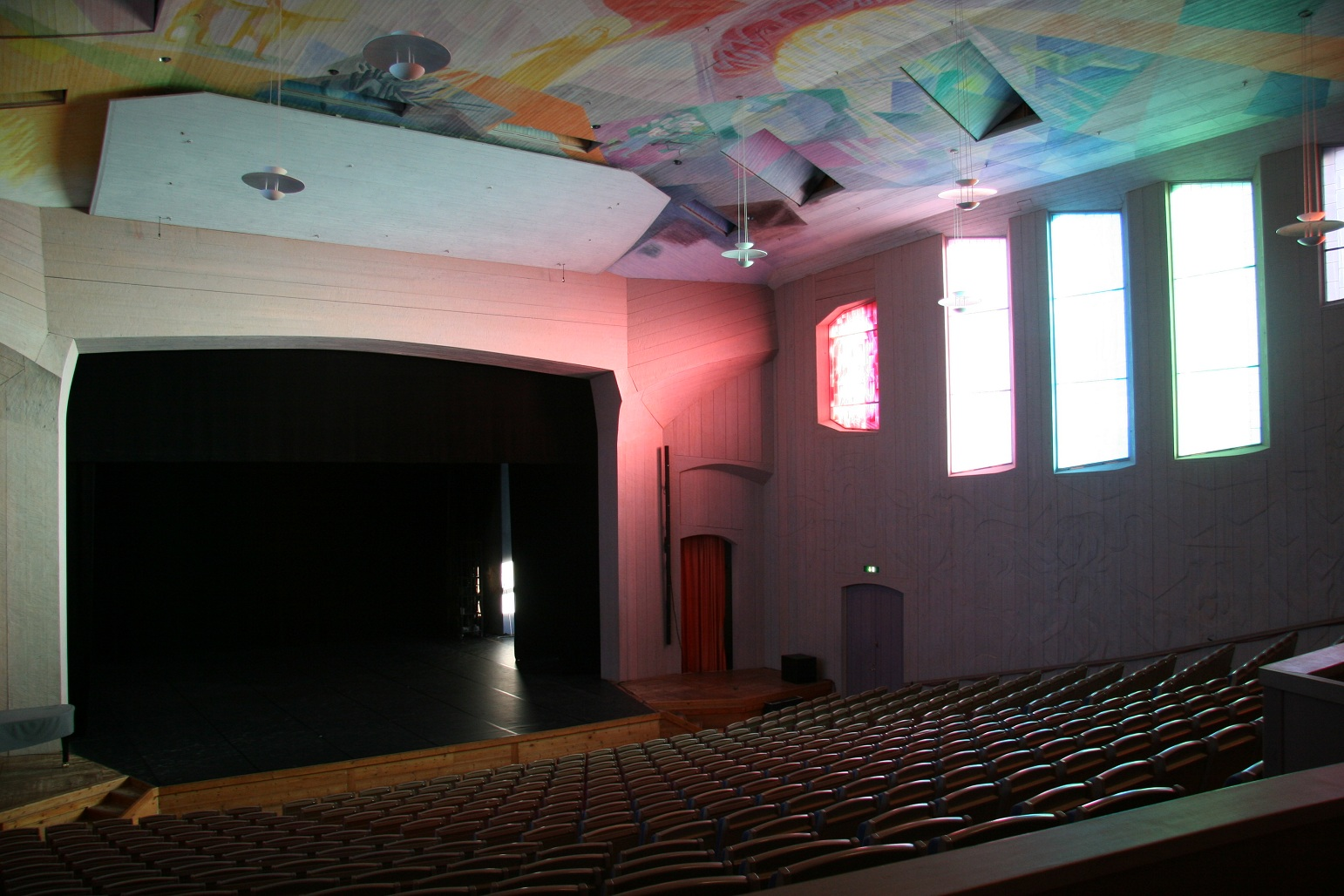
Kulturhuset i Ytterjärna, Södertälje